# مراد مغنی
مراد مغنی (عربی: مراد مغني؛ زادهٔ ۱۶ آوریل ۱۹۸۴) بازیکن فوتبال اهل فرانسه است.
از باشگاه‌هایی که در آن بازی کرده‌است می‌توان به باشگاه فوتبال سوشو، باشگاه فوتبال لاتزیو، باشگاه ورزشی ام صلال، باشگاه ورزشی الدحیل، باشگاه فوتبال بولونیا، باشگاه ورزشی الخور و باشگاه فوتبال قسنطینه اشاره کرد.
وی همچنین در تیم‌های ملی فوتبال زیر ۱۷ سال فرانسه، زیر ۱۹ سال فرانسه، زیر ۲۱ سال فرانسه و الجزایر بازی کرده‌است.
وی در مسابقات کشوری و بین‌المللی در مجموع برندهٔ ۱ مدال طلا شده‌است.